# Poitevin
Poitevin  (angl. Haut-Poitou) je starodávné plemeno francouzských loveckých psů. Plemeno si nezachovalo příliš velký lovecký pud, proto je dnes typickým domácím mazlíčkem. Poitevin je velmi přátelský, vnímavý, bystrý a živý pes.

## Historie
Poitevin je starodávné plemeno francouzských loveckých psů. Poitevin by vyšlechtěn na konci 17. století k honu vlků, markýzem Fransoa de Larrye, který žil v Huat-Poitou, což je historická oblast Francie, zde přijal své pojmenování. V roce 1842 zahubila epidemie šílenství většinu psů, naprostým zázrakem bylo toto plemeno zachráněno. Pro regeneraci plemene se používali Angličtí foxhoundi a místní psi.

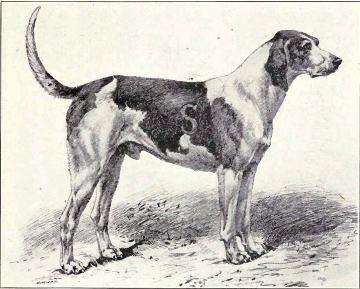
Poitevin na snímku z roku 1915

## Popis
Poitevin je plemenem loveckých honičů. Je to urostlý, vysoký a elegantní pes s velkolepými proporcemi. Má svalnatou postavu s přiléhající kůží. Úzká hlava je dobře modelovaná s zřetelným hrbolkem na zátylku. Uši jsou kratší, než mají ostatní francouzští lovečtí psi. Ocas má střední délku, elegantně směřuje vzhůru, nikoli však až na záda. Oči jsou velké, výrazné, tmavě hnědé barvy.

## FCI
Dle Mezinárodní kynologické federace je Poitevin zařazen do skupiny VI. – honiči a barváři, sekce 1 – honiči, podsekce 1 – velcí honiči. Plemeno bylo oficiálně uznáno 17. listopadu 1978.